# ItalDesign Giugiaro
ItalDesign-Giugiaro SpA (відоміша як ItalDesign) — автомобільна компанія, яка спеціалізується на дизайні і складанні автомобілів. Розташована в Турині (Італія). 
ItalDesign була заснована в 1968 році з назвою Studi Italiani Realizzazione Prototipi SpA, тісно співпрацювала з Volkswagen. Сьогодні ItalDesign відома завдяки роботі її філії, Giugiaro Design, яким володіє відомий автомобільний дизайнер Джорджетто Джуджаро. ItalDesign також займається автомобільною технікою, створенням прототипів і послугами з тестування. 

## Діяльність
ItalDesign були задіяні у розробці широкого спектра концепт-карів, а також виробництві автомобілів з моменту заснування компанії у 1968 році. 
| - Alfa Romeo Alfasud - Aztec - 1988 Convertible - BMW Nazca C2 - BMW Nazca C2 Spider - Brilliance BS6 - Bugatti EB118 Concept - Bugatti EB218 Concept - Chevrolet Corvette - 2003 Moray Concept - Daewoo Matiz - Daewoo Lacetti - Daewoo Lanos - Daewoo Kalos Dream Concept - Daewoo Kalos також Chevrolet Aveo, Holden Barina, Pontiac Wave, Suzuki Swift + - De Lorean DMC-12 - Ferrari GG50 | - Fiat 850 Sport Coupe - Fiat Grande Punto - Fiat Panda 1980 - Fiat Punto 1993 - Fiat Sedici - Fiat Uno - Ford Mustang -1965 від Bertone, Giugiaro 2007 - FSO Polonez - в 1978 - Hyundai Pony - Hyundai Sonata - Isuzu Piazza - ItalDesign Scighera - Lamborghini Cala - Lancia Delta - Lancia Megagamma - Lotus Esprit - 1972 Concept - Maserati 3200 GT - Maserati Coupe | - Maserati Quattroporte - Maserati Bora - Morris Ital - Quaranta Concept - Scighera - Saab 9000 - SsangYong C200 Concept - SsangYong Rexton - Suzuki SX4 - Subaru SVX - SEAT Toledo - Toyota Alessandro Volta - Toyota Aristo / Lexus GS - Volkswagen Golf - Volkswagen Scirocco Mk 1 - Volkswagen Nardo Concept - Zastava Florida |

## Власники
25 травня 2010 року 90,1% акцій ItalDesign Giugiaro було викуплено італійської Lamborghinin Holding, чиєю материнською компанією є Audi AG, у свою чергу входить до складу Volkswagen AG. Таким чином, власником ательє фактично став німецький Volkswagen. Частка, що залишилася акцій належить родині одного з засновників ItalDesign Джорджетто Джуджаро. 
За підсумками операції керівник підрозділу автомобільного дизайну ItalDesign Giugiaro Фабріціо Джуджаро заявив, що всі поточні проекти, не пов'язані з завданням від Volkswagen AG, будуть виконані в повному обсязі і на умовах комерційної таємниці. 